# جاي روجرز
جاي روجرز (بالإنجليزية: Jay Rogers)‏ هو لاعب كرة قاعدة أمريكي، ولد في 3 أغسطس 1888 في فريدوم في الولايات المتحدة، وتوفي في 1 يوليو 1964 في كارليلس في الولايات المتحدة.

## وصلات خارجية
- جاي روجرز على موقعبيزبول رفرنس.كوم (الدوري الرئيسي) (الإنجليزية)